# ماریان ساستاد اوته‌سن
ماریان ساستاد اوته‌سن (انگلیسی: Marian Saastad Ottesen؛ زادهٔ ۲۴ نوامبر ۱۹۷۶) بازیگر اهل نروژ است.
از فیلم‌ها یا برنامه‌های تلویزیونی که وی در آن نقش داشته‌است می‌توان به او و لیلیهامر اشاره کرد.